# Campionati europei di atletica leggera indoor 1988 - 3000 metri piani femminili
La gara di marcia 3000 metri si è tenuta il 6 marzo 1988 presso lo Sportcsarnok di Budapest, in Ungheria.

## Risultati

### Finale
| Record mondiale       | Zola Budd      | 8'39"79 | Cosford | 8 febbraio 1986  |
| Record dei Campionati | Yvonne Murray  | 8'46"06 | Liévin  | 22 febbraio 1987 |
| Capolista stagionale  | Kathrin Wessel | 8'41"79 | Vienna  | 13 febbraio 1988 |

Domenica 6 marzo 1988.
| Pos.    | Corsia | Atleta              | Età | Nazione        | Tempo   | Note                          |
| ------- | ------ | ------------------- | --- | -------------- | ------- | ----------------------------- |
| Oro     | -      | Elly van Hulst      | 28  | Paesi Bassi    | 8'44"50 | Record dei campionati         |
| Argento | -      | Vera Michallek      | 29  | Germania Ovest | 8'46"97 | Miglior prestazione personale |
| Bronzo  | -      | Wendy Sly           | 28  | Regno Unito    | 8'51"04 | Miglior prestazione personale |
| 4       | -      | Zita Ágoston        | 22  | Ungheria       | 8'55"99 | Record nazionale              |
| 5       | -      | Birgit Barth        | 25  | Germania Est   | 8'56"21 |                               |
| 6       | -      | Vanya Stoyanova     | 29  | Bulgaria       | 9'07"30 | ,                             |
| 7       | -      | Claudia Borgschulze | 24  | Germania Ovest | 9'31"42 |                               |